# Petrus de Pretio
Petrus de Pretio (auch Petrus de Prece, Peter von Prezza, Pietro da Prezza, um 1250) war ein Mitglied der Kanzlei Kaiser Friedrichs II. und seiner Söhne, sowie ein wichtiger Vertreter der italienischen ars dictaminis des 13. Jahrhunderts. Nach der Niederlage König Manfreds, des Sohnes Friedrichs II., gegen Karl von Anjou, floh er aus dem Königreich Sizilien nach Deutschland. Er begleitete König Konradin als Protonotar auf seinem Zug nach Italien. Seine Beispiele für stilistisch hervorragende Briefe sind in verschiedenen Sammlungen der ars dictaminis überliefert. Für Konradin verfasste er einen Fürstenspiegel und die Verteidigungsschrift Protestatio Corradini. Am bekanntesten ist seine Adhortatio an den Markgrafen Friedrich von Meißen im Kampf gegen Karl von Anjou.